# Paraproba
Paraproba is een geslacht van wantsen uit de familie van de Miridae (blindwantsen). Het geslacht werd voor het eerst wetenschappelijk beschreven door William Lucas Distant in 1884.

## Soorten
Het genus bevat de volgende soorten:

- Paraproba amazonica Carvalho, 1983
- Paraproba brasiliana Carvalho & Ferreira, 1986
- Paraproba burkei Carvalho, 1987
- Paraproba capitata Van Duzee, 1912
- Paraproba cincta Van Duzee, 1917
- Paraproba clavonotata Carvalho, 1987
- Paraproba costaricana Carvalho, 1987
- Paraproba crotonica Carvalho, 1987
- Paraproba ecuatoriana Carvalho, 1987
- Paraproba fasciata Distant, 1884
- Paraproba fasciolata Reuter, 1908
- Paraproba hamata (Van Duzee, 1912)
- Paraproba insularis Carvalho, 1987
- Paraproba jamaicana Carvalho, 1987
- Paraproba mexicana Carvalho, 1987
- Paraproba nigrinervis Van Duzee, 1917
- Paraproba nigroscutellata Carvalho, 1987
- Paraproba pallescens Distant, 1884
- Paraproba pendula Van Duzee, 1914
- Paraproba schaffneri Carvalho, 1987
- Paraproba singularis Carvalho & Gomes, 1969
- Paraproba totolapana Carvalho, 1987
- Paraproba venezuelana Carvalho, 1987
- Paraproba veracruzana Carvalho, 1987
- Paraproba virescens Carvalho, 1987
- Paraproba viridipennis Carvalho, 1987
- Paraproba zacapoaxtla Carvalho, 1987